# 刺孢白脉腹菌
刺孢白脉腹菌（学名：Leucophleps spinispora）是属于红菇目地花菌科白脉腹菌属的一种担子菌。该种分布于中国、美国、墨西哥等地。